# Гримоальд IV (князь Беневенто)
Гримоальд IV Фалько (итал. Grimoaldo IV, лат. Grimoald IV, убит в 817) — лангобардский князь Беневенто (806—817), сын Эрменриха.

## Биография
Гримоальд был «тезаурарием» (казначеем), прежде чем стать князем после смерти Гримоальда III, обойдя его собственного сына, Илдерика, ещё одного «тезаурария».
В 812 году его принудили заплатить 25 000 солидов в качестве дани Карлу Великому. В 814 году он обязался платить ежегодную дань размером 7000 солидов Людовику Благочестивому. Эти обещания, тем не менее, никогда не были выполнены и его преемник, Сико, дал такие же пустые обещания. Беневентцы на деле были независимы и к концу IX века даже не признавали франкское господство. Гримоальд был убит в 817 в результате заговора вельмож, желавших получить его княжество.